# Marche inférieure

La Marche Inférieure sur la carte du califat de Cordoue.

La Marche Inférieure (arabe : الثغر الأدنى :  au-ṯaġr au-adnā, 'frontière' ou 'marche inférieure') était une division administrative et militaire de l'ouest d'Al-Ándalus. Elle s'étendait entre le fleuve Guadiana et l'océan Atlantique, et occupait le territoire de l'actuelle ⁣⁣Estrémadure⁣⁣, plus une partie du Portugal. Son centre administratif était à Mérida.
Comme les autres marches andalusies —la Marque centrale et la Marche Supérieure, la Marche Inférieure était en permanence en alerte militaire puisque étant située sur une frontière  et relativement vulnérable aux incursions chrétiennes.

## Coras De la Marche Inférieure
La Cora de Mérida, occupait la totalité de la Marche, jusqu'à l'océan Atlantique, et avait pour capitale Mérida ou à Badajoz, selon l'époque. Elle était une des Coras les plus étendues et en croissance économique, bien que sa proximité avec la frontière chrétienne lui donnait avant tout un caractère militaire. Après la dissolution du Califat, est devenue la Taifa de Badajoz.
L'existence d'une Cora d' al-Lišbūna (Lisbonne) est évoquée. Elle pourrait avoir été un iqlim dépendant de Mérida, puisqu'elle aussi avait un Cadi à se la tête de son administration judiciaire, mais il semble qu'elle ait joui d'une large autonomie en 808-809, après la rébellion de Tumlus.